# Enzo Pérez (Fußballspieler, 1990)
Enzo Pérez, vollständiger Name Enzo Martín Pérez Verdúm, (* 25. November 1990 in Las Toscas) ist ein uruguayischer Fußballspieler.

## Karriere
Der 1,85 Meter große Defensivakteur Pérez steht seit der Apertura 2008 in Reihen des norduruguayischen Vereins Tacuarembó FC. Er absolvierte in den Spielzeiten 2009/10 und 2010/11 17 bzw. 16 Erstligaspiele (kein Tor). In der Saison 2013/14 wurde er mit Tacuarembó Meister der Segunda División und trug dazu mit 26 Zweitligaeinsätzen (kein Tor) bei. In der Apertura 2014 wurde er bislang 14-mal (kein Tor) in der Primera División eingesetzt. Mitte Januar 2015 wechselte er innerhalb der Liga zu Juventud. Beim Klub aus Las Piedras lief er in der Clausura 2015 in sieben Erstligapartien (kein Tor) auf. In der Spielzeit 2015/16 folgten 23 weitere Erstligaeinsätze (kein Tor) und vier (kein Tor) in der Copa Sudamericana 2015. Ende Juli 2016 schloss er sich dem Zweitligisten Club Atlético Torque an, bei dem er in der Saison 2016 fünf Zweitligaspiele (kein Tor) absolvierte.